# Носата черепаха червона
Носата черепаха червона (Rhinoclemmys rubida) — вид черепах з роду Носата плямиста черепаха родини Азійські прісноводні черепахи. Має 2 підвиди. Інша назва «мексиканська плямиста черепаха».

## Опис
Загальна довжина карапаксу досягає 17—23 см. Спостерігається статевий диморфізм: самиці більші за самців. Голова середнього розміру. Ніс виступає уперед. Верхня щелепа має щось на кшталт гачка. Карапакс плаский з кілем по середині, у задній частині розширюється у височінь і в ширину. Кінцівки з великими щитками.
На голові малюнок у вигляді кінської підкови червоного чи жовтого кольору. Світла товста смуга проходить від ока до тимпанічного щитка, інша — від кута рота до тимпанічного щитка. Щелепи і підборіддя жовті з темними смужками. Карапакс жовтувато—коричневого забарвлення з темною облямівкою щитків. Пластрон жовтий з темною довгою плямою по середині. Перетинка коричнева. На лапах є великі жовті або червонуваті щитки з темними плямами.
У rhinoclemmys rubida rubida на голові подовжене є скронева пляма. Карапакс світло—коричневого кольору з темними плямами. Горлові щитки приблизно у 2 рази довше плечових. Крайові щитки трохи нависають. У rhinoclemmys rubida perixantha карапакс зі світло—коричневими крайовими щитками без плям. Реберні щитки більш темні, ніж хребетні та крайові. Горлові щитки лише трохи довше плечових. Крайові щитки виразно нависають, а скронева пляма овальної форми.

## Спосіб життя
Полюбляє низинні ліси та пагорби. Веде наземний спосіб життя. Зустрічається на висоті до 1350 м над рівнем моря. Черепаха активна в сезон дощів (червень—листопад). Харчується здебільшого рослинною їжею.
Самиця відкладає 1—3 білих довгастих яєць розміром 62×25 мм. Розмір новонароджених черепашенят становить 50—52 мм.

## Розповсюдження
Мешкає на західному узбережжі Мексики: від Халіско на південь через Коліма до Мічоакана і від Оахаки до заходу Чіапас.

## Підвиди
- Rhinoclemmys rubida rubida
- Rhinoclemmys rubida perixantha